# Climaciella semihyalina
Climaciella semihyalina is een insect uit de familie van de Mantispidae, die tot de orde netvleugeligen (Neuroptera) behoort. 
Climaciella semihyalina werd voor het eerst wetenschappelijk beschreven door Amédée Louis Michel le Peletier en Jean Guillaume Audinet-Serville in Latreille et al. in 1825.